# Лосиха (Первомайский район)
Лоси́ха — разъезд и посёлок в Первомайском районе Алтайского края России. Входит в состав Баюновоключевского сельсовета.

## География
Посёлок находится при Западно-Сибирской железной дороге, рядом протекает река Лосиха.
Климат
Климат континентальный. Продолжительность периода с устойчивым снежным покровом составляет 160—170 дней, абсолютный минимум температуры воздуха достигает −50 °C. Средняя температура января −19,9 °C, июля +19 °C. Безморозный период длится 110—115 дней, абсолютный максимум температуры воздуха достигает +33-35 °C. Годовое количество атмосферных осадков — 360 мм.
Уличная сеть
В посёлке 2 улицы: Центральная и Лесная.
Расстояние до
- районного центра Новоалтайск: 16 км.
- краевого центра Барнаул: 25 км.

Ближайшие населенные пункты
Покровка 1 км, Баюновские Ключи 4 км, Санниково 10 км, Фирсово 11 км, Солнечное 11 км, Берёзовка 12 км, Правда 12 км, Бажево 13 км.

## Население
| 1926 | 1997 | 1998 | 1999 | 2000 | 2001 | 2002 |
| ---- | ---- | ---- | ---- | ---- | ---- | ---- |
| 675  | ↘41  | ↗51  | ↘46  | ↘44  | ↗53  | ↗61  |
| 2003 | 2004 | 2005 | 2006 | 2007 | 2008 | 2009 |
| ↘60  | ↘51  | ↗53  | ↗55  | →55  | ↘53  | ↘51  |
| 2010 | 2011 | 2012 | 2013 |      |      |      |
| ↗54  | ↘51  | ↘43  | ↗44  |      |      |      |

## История
Разъезд Лосиха возник в советский период, во время строительства второй ветки на Западно-Сибирской магистрали. Посёлок обустраивался как место жительства обслуживающего персонала железной дороги.

## Инфраструктура
Жители разъезда, в основном, осуществляют функции работников железной дороги, а также работают в близлежащих населённых пунктах.
Село соединяет с районным и областным центром сеть региональных автодорог и железная дорога. Ближайшая автобусная остановка маршрута 906 Барнаул — Лосиха находится в 26 км от разъезда.